# Монарси на Испания
За монарси на кралство Испания в съвременния смисъл на тази дума се считат монарсите след обединението на Кастилия и Арагон, макар че официално титлата крал на Испания съществува от 1837 г. Преди това монархът е едновременно монарх на няколко кралства (виж по-долу примера за титула на Исабела II).

## Преди обединението
- Крале на визиготите
- Швабски крале на Галисия
- Крале на Астуриас
- Крале на Арагон
- Крале на Кастилия
- Крале на Леон
- Крале на Навара
- Графове на Барселона

Тези титли и техните доминиони били обединени с брака между Фердинанд II Арагонски (Фернандо) и Исабела Кастилска. Въпреки че отделните кралства запазват самостоятелност, след личната уния между Фердинанд и Исабела те са управлявани от двамата като един доминион. Така се създава държавата, която днес е известна като Испания. След смъртта си Исабела оставя трона на Кастилия на дъщеря си Хуана Кастилска, докато Фернандо II Арагонски продължава да е пълноправен крал на Арагон и регент на Хуана в Кастилия. Едва след смъртта му през 1516 г. неговият внук Карлос I, който по това време е съвладетел на Кастилия заедно с майка си Хуана Кастилска, наследява кралската титла на Арагон. След смъртта и на майка му всички кралски титли и земи на Пиренейския полуостров се обединяват трайно.

## Промяна в титлата
Официално титлата крал на Испания обаче не съществува до 1837, когато Исабела II заменя използвания дотогава дълъг титул (по Божия милост кралица на Кастилия, кралица на Леон, кралица на Арагон, кралица на Двете Сицилии, кралица на Йерусалим, кралица на Навара, кралица на Гранада, кралица на Толедо, кралица на Валенсия, кралица на Галисия, кралица на Майорка, кралица на Севиля, кралица на Сардиния, кралица на Кордова, кралица на Горсега, кралица на Мурсия, кралица на Минорка, кралица на Хаен, кралица на Алгарв, кралица на Гибралтар, кралица на Канарските острови, кралица на Източните и на Западните Индии, кралица на островите и земите в Океана и т.н.) с краткото Кралица на испанците (на испански: Reina de las Españas). През 1874 името на народа в титула е заменено с това на държавата Испания (Hispania).

## Хабсбургска династия
| Портрет | Герб | Име        | Управлява от      | Управлява до      |
| ------- | ---- | ---------- | ----------------- | ----------------- |
|         |      | Карлос I   | 23 януари 1516    | 16 януари 1556    |
|         |      | Фелипе II  | 21 май 1527       | 13 септември 1598 |
|         |      | Фелипе III | 13 септември 1598 | 31 март 1621      |
|         |      | Фелипе IV  | 31 март 1621      | 17 септември 1665 |
|         |      | Карлос II  | 17 септември 1665 | 1 ноември 1700    |

## Бурбонска династия
След като Карлос II Испански умира без наследници короната преминава в ръцете на Филип V Бурбон, който е внук на най-възрастната сестра на Карлос II – Мария-Тереза Испанска
| Портрет | Герб | Име          | Управлява от     | Управлява до     |
| ------- | ---- | ------------ | ---------------- | ---------------- |
|         |      | Филип V      | 16 ноември 1700  | 14 януари 1724   |
|         |      | Луис I       | 14 януари 1724   | 31 август 1724   |
|         |      | Филип V      | 6 септември 1724 | 9 юли 1746       |
|         |      | Фернандо VI  | 9 юли 1746       | 10 август 1759   |
|         |      | Карлос III   | 10 август 1759   | 14 декември 1788 |
|         |      | Карлос IV    | 14 декември 1788 | 19 март 1808     |
|         |      | Фернандо VII | 19 март 1808     | 6 май 1808       |
|         |      | Карлос IV    | 6 май 1808       | 6 юни 1808       |

## Династия Бонапарт
| Портрет | Герб | Име              | Управлява от | Управлява до     |
| ------- | ---- | ---------------- | ------------ | ---------------- |
|         |      | Жозеф I Наполеон | 6 юни 1808   | 11 декември 1813 |

## Бурбонска династия – първа реставрация
| Портрет | Герб | Име          | Управлява от       | Управлява до      |
| ------- | ---- | ------------ | ------------------ | ----------------- |
|         |      | Фернандо VII | 11 декември 1813   | 29 септември 1833 |
|         |      | Исабела II   | 29 септември, 1833 | 30 септември 1868 |

## Савойска династия
| Портрет | Герб | Име      | Управлява от  | Управлява до     |
| ------- | ---- | -------- | ------------- | ---------------- |
|         |      | Амадей I | 2 януари 1871 | 11 февруари 1873 |

## Бурбонска династия – втора реставрация
| Портрет | Герб | Име          | Управлява от     | Управлява до     |
| ------- | ---- | ------------ | ---------------- | ---------------- |
|         |      | Алфонсо XII  | 29 декември 1874 | 25 ноември, 1885 |
|         |      | Алфонсо XIII | 17 май 1886      | 14 април 1931    |

## Бурбонска династия – трета реставрация
| Портрет | Герб | Име           | Управлява от    | Управлява до |
| ------- | ---- | ------------- | --------------- | ------------ |
|         |      | Хуан Карлос I | 22 ноември 1975 | 19 юни 2014  |
|         |      | Фелипе VI     | 19 юни 2014     |              |

## Забележки
1. ↑  След абдикацията на Исабела настъпва двугодишен период междуцарствие, през който испанското правителство търси крал на страната.